# Santia milleri
Santia milleri är en kräftdjursart som först beskrevs av Menzies och Peter W. Glynn 1968.  Santia milleri ingår i släktet Santia och familjen Santiidae. Inga underarter finns listade i Catalogue of Life.